# Kamienica Rynek 4 w Lublinie
Kamienica Rynek 4 w Lublinie – zabytkowa trzypiętrowa, podpiwniczona kamienica na Starym Mieście w Lublinie. Wpisana do rejestru zabytków pod numerem A/488 z dnia 20.03.1971. Znajduje się w zwartym ciągu zabudowy Rynku Starego Miasta, pomiędzy zabytkowymi kamienicami numer 3 i numer 5. Budynek jest podpiwniczony. Fasada kamienicy swój obecny wygląd zawdzięcza przeprowadzonemu w 1954 roku generalnemu remontowi i polichromii pokazującej sceny z legendy o Czarciej Łapie. W 2011 roku kamienica została odnowiona.

## Historia
Pierwsza wzmianka o istnieniu w tym miejscu budynku pochodzi z 1533 roku. Jej właścicielem był Mikołaj Wiszniowski. W roku 1537 część domu została odkupiona przez Macieja Stannifusora. Potem do roku 1574 była zamieszkiwana przez kilka rodzin i była murowana. W 1574 roku zakupił ją włoski kupiec Marcantonio de Caimis. Wkrótce po wielkim pożarze Lublina w 1575 roku budynek został zakupiony w posiadanie przez braci Daniela i Rudigiera Sacellich. W 1582 roku został przeprowadzony gruntowny remont i nadbudowa piętra. Spadkobiercy Rudigiera Sacellia posiadali kamienicę do 1615 roku, kiedy to jego córka sprzedała ją Marcinowi Walterowi i Karolowi Goldsmithowi. Wówczas to kamienica zaczęła być nazywana Walterowską. W późniejszych wiekach obiekt wielokrotnie zmieniał właścicieli. W XVIII w. została dobudowana oficyna. W 1887 roku dokonano kolejnego gruntownego remontu kamienicy, dobudowano wówczas III piętro. W 1884 roku kamienica została kupiona przez Żydów Hermana Borucka i Szarka Rozencweiga. W 1913 roku sprzedali oni obiekt Frydmanowi Szmulowi. Wkrótce współwłaścicielem został Józef Sulczyński. W 1938 roku został przeprowadzony gruntowny remont z usunięciem balkonów i ozdabiając III piętro dekoracją sgrafittową wykonaną przez Szczęsnego Felicjana Kowalskiego.
W 1954 roku została przeprowadzona renowacja elewacji, w czasie której została ona przyozdobiona polichromią autorstwa S. Brodziaka i P. Wollenberga oraz cytatem z fraszk Świat po części przejrzany Daniela Bratkowskiego. W 1965 roku obiekt przeszedł w posiadanie Skarbu Państwa.

## Literatura
- Piotr Kawałko i inni, Lublin Przewodnik, historia, co warto zobaczyć, mapy, noclegi, gastronomia, ciekawostki, Lublin: Wydawnictwo Archidiecezji Lubelskiej "Gaudium", 2012, s. 105, ISBN 978-83-7548-115-0.
- Teatr NN.pl Leksykon Lublin, Anna Malik – Rynek 4 w Lublinie.
- Kamienica, Rynek 4, Lubelska Fundacja Odnowy Zabytków w Lublinie, 2012-10-18
- Stare Miasto pięknieje dzięki prywatnym firmom. ZOBACZ, Gazeta.pl Lublin, 26 grudnia 2012.